# Collezione Paolo VI
La Collezione Paolo VI è un museo legato alla figura di Giovanni Battista Montini, con sede a Concesio, in provincia di Brescia.

## Storia della collezione
La Collezione prende avvio storicamente nel 1955, un anno dopo l'inizio dell'episcopato milanese di Giovanni Battista Montini. Il futuro papa Paolo VI aveva instaurato un'assidua interlocuzione con il mondo dell'arte e degli artisti: a questa linea dell'arcivescovo fu direttamente connessa l'azione promotrice del suo segretario personale, monsignor Pasquale Macchi, al quale si deve una cospicua parte dell'attuale raccolta, che, per suo lascito, è pervenuta a Brescia.
Dal 1987 fino al 2009 la collezione era esposta nella sede di via Alessandro Monti 9 a Brescia. Oggi la Collezione è situata nella nuova sede museale di Concesio (Brescia), paese natale di papa Montini, in un allestimento curato dallo storico dell'arte Paolo Bolpagni e dall'architetto Michele Piccardi. 
Con il cambio di sede e l'inaugurazione l'8 novembre 2009 alla presenza di papa Benedetto XVI, il museo ha assunto la denominazione Collezione Paolo VI - arte contemporanea.
Nel 2011 la Collezione si è arricchita di circa duecento lavori conferiti in comodato dalla CEI e realizzati da artisti contemporanei per illustrare i volumi del nuovo lezionario da messa.
La Collezione è gestita dall'Associazione Arte e Spiritualità per conto dell'ente proprietario, la Fondazione Opera per l'Educazione Cristiana.

## Opere principali
Nel museo sono visibili circa 270 delle oltre settemila opere che attualmente compongono la Collezione.
Tra le più importanti opere del corpus della raccolta montiniana figurano lavori di autori come Marc Chagall, Henri Matisse, Pablo Picasso, René Magritte, Salvador Dalí, Erich Heckel, Emilio Vedova, Hans Hartung, David Hockney, Oskar Kokoschka, Gino Severini, Felice Casorati, Mario Sironi, Giorgio Morandi, Salvatore Fiume, Aldo Carpi, Georges Rouault, Jean Guitton, Lucio Fontana, Giò Pomodoro, Arnaldo Pomodoro, Gigiotti Zanini, Dolores Puthod.